# دموع لولية
مسلسل جزائري درامي من إنتاج عامر بهلول و إخراج نجيب أولبصير يبث في رمضان سنة  2024 على قناة سميرة تي في.

## القصة
تعيش امرأة مسنة مع ابنها وزوجته، وتتعرض لمعاملة قاسية من زوجة ابنها، ثم تزيد الخلافات وتتفاقم في المنزل عندما يقرر الابن الزواج للمرة الثانية.

## الممثلون
- حسان كشاش
- نوميديا لزول - الراتب:(1مليار سنيم)
- فيزية تيغرتي
- فطيمة حليلو[6]
- عبد الكريم رابح
- سمير الحكيم
- أنيا لوانشي
- عد القادر عفاف
- نادية لعريني
- علي ناموس
- شافية بن بودريو
- سيف الدين بوهة
- هاجر سراوي
- الهادي قشطولي

## فريق العمل
- المنتج عامر بهلول
- سيناريو و حوار رابح سليماني
- مهندس الديكور جمال زوران
- مدير التصوير حسان عامري
- مونتاج طارق الفهري
- إخراج نجيب أولبصير

## القنوات العارضة
قناة سميرة تي في